# Selenginsk
Selenginsk (russisch Селенгинск) ist eine 1961 gegründete Siedlung in Russland, 60 km südlich des Baikalsees an der Selenga in der Republik Burjatien im Föderationskreis Ferner Osten. Der Ort hat 14.546 Einwohner (Stand 14. Oktober 2010).

## Geschichte

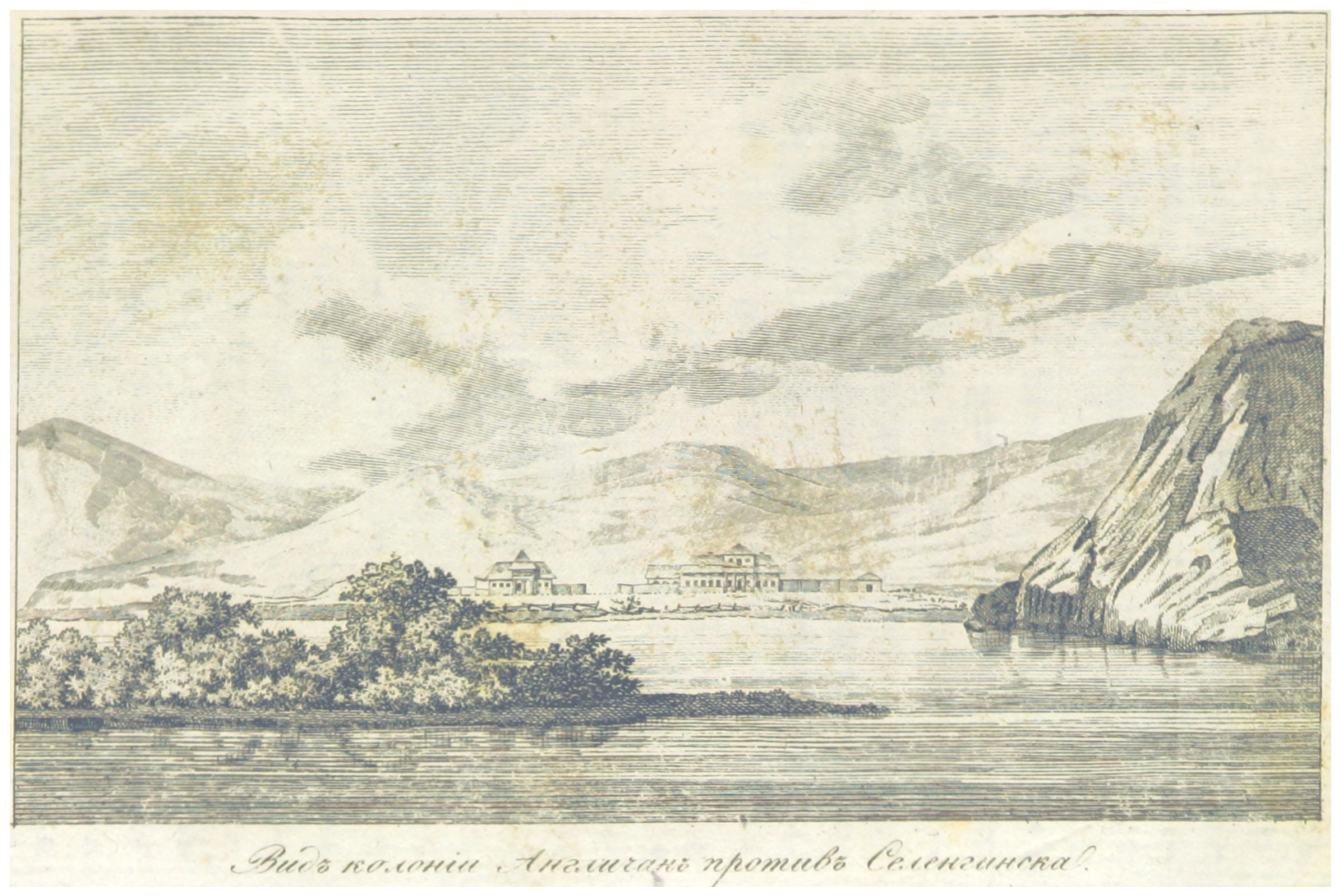
Ansicht der anglikanischen Missionsstation um 1825

In den dreißiger und vierziger Jahren des 17. Jahrhunderts drangen die ersten Russen nach Burjatien vor. Es waren Kosaken, Händler und Bauern, die vom Pelzreichtum und vom Gold angelockt wurden. Dabei entstand 1665 auch die befestigte Siedlung Selenginsk (seit 1840 Nowoselenginsk). Der Ort liegt an der Selenga nahe dem heutigen Gussinoosjorsk etwa 200 km oberhalb des heutigen Selenginsk. 1817 errichteten Missionare der Londoner Missionsgesellschaft am damaligen Selenginsk gegenüber liegenden Ufer der Selenga eine Station. Diese Arbeit wurde zunächst von Zar Alexander I. unterstützt, aber 1841 erwirkte die Russisch-Orthodoxe Kirche von Zar Nikolaus I. das Verbot der protestantische Mission.
In der Sowjetzeit wurde der Ort Selenginsk unrühmlich bekannt durch die Verschmutzung des UNESCO-Welterbes Baikalsee mit den Abwässern einer 1973 errichteten Zellulosefabrik. Erst 1989 wurde die erste Kläranlage in Betrieb genommen. Die Luftverschmutzung und Ablagerung von möglicherweise schwermetallbelasteten Rückständen bestehen weiter. 1993 wurde mit einem Ausstoß von 30.000 Tonnen Asche und 150.000 m³ festen Abfällen gerechnet.

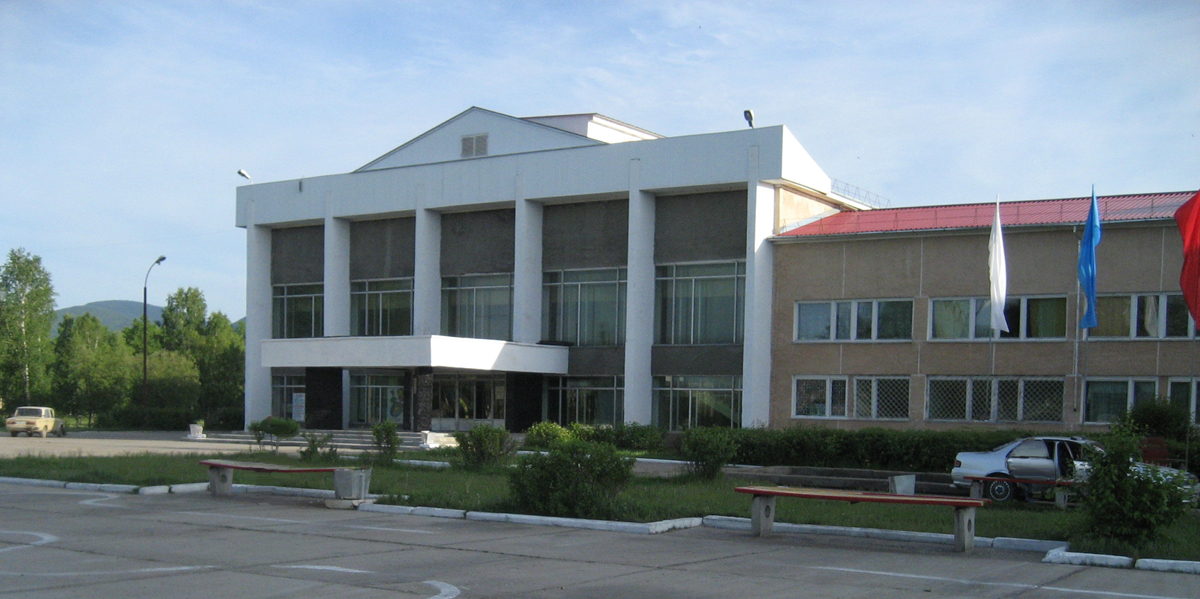
Selenginsk, Kulturpalast
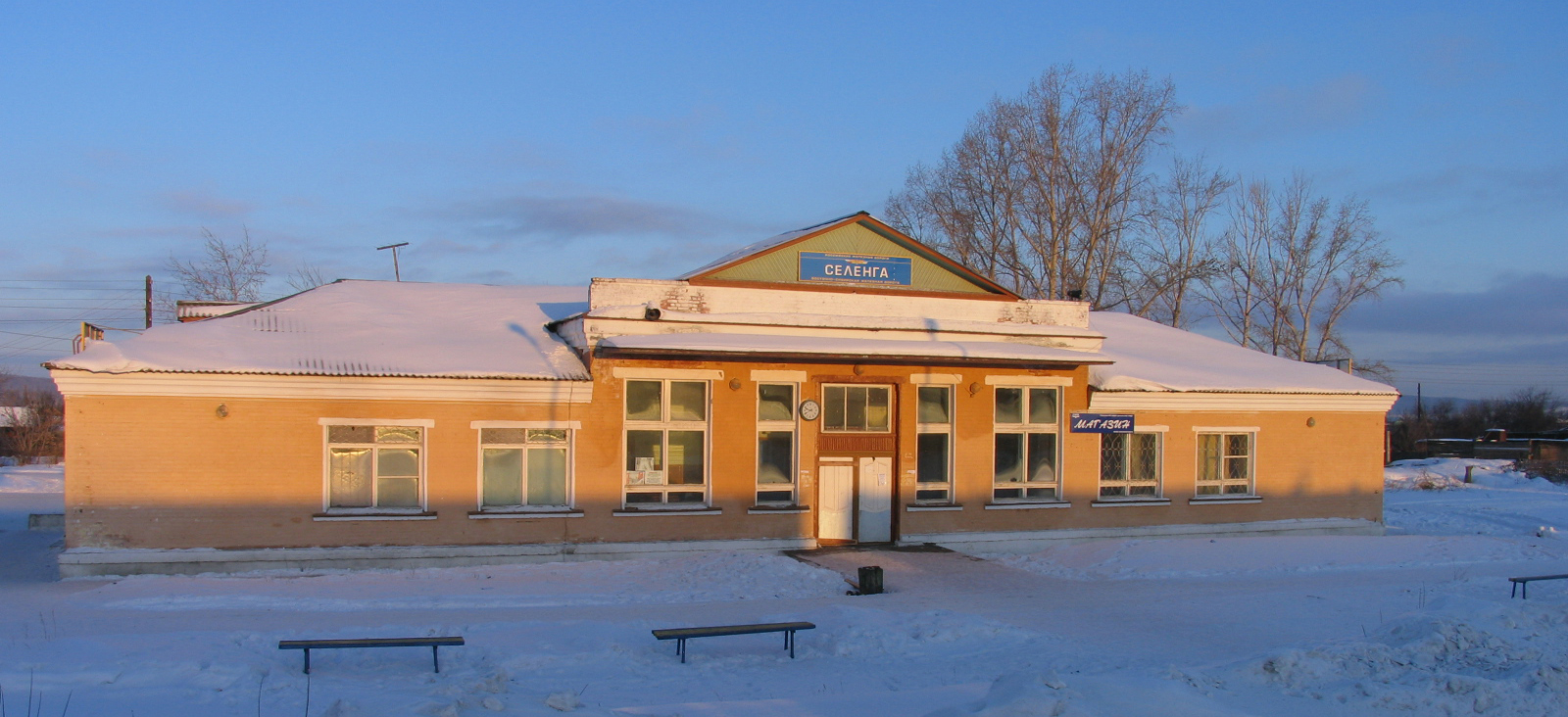
Selenginsk, Bahnhof

### Bevölkerungsentwicklung
| Jahr | Einwohner |
| ---- | --------- |
| 1970 | 9.258     |
| 1979 | 13.000    |
| 1989 | 15.233    |
| 2002 | 16.326    |
| 2010 | 14.546    |

Anmerkung: Volkszählungsdaten

## Söhne und Töchter der Stadt
- Boris Melnikow (1896–1938), Kominternfunktionär